# Membres de l'Ordre du Canada, par ordre alphabétique D
| Nom                            | Ville                  | Province                  | Grade     | Année | Occupation  |
| John Robert Dacey              | Kingston               | Ontario                   | Membre    | 1980  |             |
| Frances H. Dafoe               | Toronto                | Ontario                   | Membre    | 1991  |             |
| Camille A. Dagenais            | Montréal               | Québec                    | Compagnon | 1972  |             |
| Tony Dagnone                   | London                 | Ontario                   | Membre    | 1991  |             |
| Lionel Daigle                  | Saint-Basile           | Nouveau-Brunswick         | Membre    | 1978  |             |
| Gerald Eric Le Dain            | Ottawa                 | Ontario                   | Compagnon | 1989  |             |
| Jacques Dalibard               | Ottawa                 | Ontario                   | Membre    | 1991  |             |
| Imelda Dallaire                | Chicoutimi             | Québec                    | Membre    |       |             |
| Michel Dallaire                | Montréal               | Québec                    | Membre    | 1999  |             |
| Roméo A. Dallaire              | Hull                   | Québec                    | Officier  | 2002  |             |
| Thérèse Dallaire-Laplante      | Boucherville           | Québec                    | Membre    | 1990  |             |
| Pierre Daloze                  | Mont St-Hilaire        | Québec                    | Membre    |       |             |
| Paul-Émilien Dalpé             | St-Jérôme              | Québec                    | Membre    | 1981  |             |
| James M.C. Daly                | Winnipeg               | Manitoba                  | Officier  | 2001  |             |
| Thomas Cullen Daly             | Montréal               | Québec                    | Officier  | 2000  |             |
| Leslie L. Dan                  | North York             | Ontario                   | Membre    | 1996  |             |
| Mary Alice Danaher             | 100 Mile House         | Colombie-Britannique      | Membre    | 2002  |             |
| Ken Danby                      | Guelph                 | Ontario                   | Membre    | 2001  |             |
| Charles William Daniel         | North York             | Ontario                   | Officier  | 1982  |             |
| Roy Daniells                   | Vancouver              | Colombie-Britannique      | Compagnon | 1971  |             |
| Lucille Danis                  | Montréal               | Québec                    | Officier  | 1969  |             |
| Pierre Dansereau               | Outremont              | Québec                    | Compagnon | 1969  |             |
| Barnett J. Danson              | Toronto                | Ontario                   | Officier  | 1996  |             |
| Mark Harold Danzker            | Winnipeg               | Manitoba                  | Membre    | 1978  |             |
| Maureen Kempston Darkes        | Oshawa                 | Ontario                   | Officier  | 1999  |             |
| Robert Daudelin                | Montréal               | Québec                    | Membre    | 2004  |             |
| Lionel Daunais                 | Montréal               | Québec                    | Officier  | 1978  |             |
| Raymond Daveluy                | Ottawa                 | Ontario                   | Membre    | 1980  |             |
| Alan G. Davenport              | London                 | Ontario                   | Membre    | 2002  |             |
| Paul Davenport                 | London                 | Ontario                   | Officier  | 2002  |             |
| Douglas Keith Davey            | Toronto                | Ontario                   | Officier  | 1999  |             |
| Jean F. Davey                  | Brechin                | Ontario                   | Officier  | 1972  |             |
| Kenneth G. Davey               | North York             | Ontario                   | Officier  | 1997  |             |
| Paul David                     | Ottawa                 | Ontario                   | Compagnon | 1968  |             |
| Tirone E. David                | Toronto                | Ontario                   | Officier  | 1996  |             |
| Agnes Boyd Davidson            | Regina                 | Saskatchewan              | Membre    | 1981  |             |
| Diana Margaret Davidson        | Vancouver              | Colombie-Britannique      | Membre    | 1984  |             |
| Edgar Davidson                 | Ottawa                 | Ontario                   | Membre    | 1990  |             |
| George F. Davidson             | Victoria               | Colombie-Britannique      | Compagnon | 1972  |             |
| Janet M. Davidson              | Vancouver              | Colombie-Britannique      | Officier  |       |             |
| Robert Davidson                | White Rock             | Colombie-Britannique      | Membre    | 1996  |             |
| TRUE Davidson                  | Toronto                | Ontario                   | Membre    | 1973  |             |
| John W. Davies                 | Montréal               | Québec                    | Officier  | 1971  |             |
| Michael R.L. Davies            | Kingston               | Ontario                   | Membre    | 1982  |             |
| Robertson Davies               | Toronto                | Ontario                   | Compagnon | 1972  |             |
| William G. Davies              | Regina                 | Saskatchewan              | Membre    | 1975  |             |
| Edgard Amédée Louis Davignon   | Val d'Or               | Québec                    | Membre    | 1987  |             |
| Jean Davignon                  | Montréal               | Québec                    | Officier  | 1995  |             |
| Austin Davis                   | Saint-Jean             | Terre-Neuve-et-Labrador   | Membre    | 1998  |             |
| Elizabeth M. Davis             | Toronto                | Ontario                   | Membre    | 2004  |             |
| Henry F. Davis                 | Rockliffe Park         | Ontario                   | Membre    | 1985  |             |
| Mary Morrison Davis            | Edmonton               | Alberta                   | Membre    | 1995  |             |
| Richard E.G. Davis             | Willowdale             | Ontario                   | Officier  | 1973  |             |
| Victor Davis                   | Kitchener              | Ontario                   | Membre    | 1984  |             |
| William G. Davis               | Brampton               | Ontario                   | Compagnon | 1985  |             |
| Andrew A. Dawes                | Vancouver              | Colombie-Britannique      | Membre    | 1991  |             |
| Louis C. Day                   | Edmonton               | Alberta                   | Membre    | 1981  |             |
| William Lindemere Day          | Vancouver              | Colombie-Britannique      | Membre    | 1997  |             |
| Frank O Dea                    | Ottawa                 | Ontario                   | Officier  | 2003  |             |
| Donald M. Deacon               | Charlottetown          | Île-du-Prince-Édouard     | Officier  | 1987  |             |
| Stella Jo Dean                 | North Vancouver        | Colombie-Britannique      | Membre    | 2002  |             |
| Thérèse Gouin Décarie          | Outremont              | Québec                    | Officier  | 1977  |             |
| Vianney Décarie                | Outremont              | Québec                    | Officier  | 1979  |             |
| Waldron N. Fox Decent          | Winnipeg               | Manitoba                  | Membre    | 1997  |             |
| Laurence G. Decore             | Edmonton               | Alberta                   | Membre    | 1983  |             |
| Robert DeCoster                | Sillery                | Québec                    | Officier  | 1979  |             |
| Michael B. Decter              | Toronto                | Ontario                   | Membre    | 2004  |             |
| Arthur A. DeFehr               | Winnipeg               | Manitoba                  | Officier  | 2003  |             |
| Robert D. Defries              | Toronto                | Ontario                   | Compagnon | 1970  |             |
| Michèle Thibodeau-DeGuire      | Montréal               | Québec                    | Membre    | 2003  |             |
| Walter Perry Deiter            | Balcarres              | Saskatchewan              | Officier  | 1980  |             |
| Gérard Delage                  | Montréal               | Québec                    | Membre    | 1989  |             |
| Arthur W. Delamont             | Vancouver              | Colombie-Britannique      | Membre    | 1979  |             |
| Helen DeLaporte                | Toronto                | Ontario                   | Membre    | 1986  |             |
| José Delaquerrière             | Montréal               | Québec                    | Membre    | 1973  |             |
| Andrew T. Delisle              | Caughnawaga            | Québec                    | Officier  | 1969  |             |
| Jean-Claude Delorme            | Beaconsfield           | Québec                    | Officier  | 1967  |             |
| Dominique Demers               | Montréal               | Québec                    | Membre    | 2004  |             |
| Jocelyn Demers                 | Boucherville           | Québec                    | Officier  | 1999  |             |
| Rock Demers                    | Montréal               | Québec                    | Officier  | 1991  |             |
| Hugh A. Dempsey                | Calgary                | Alberta                   | Membre    | 1975  |             |
| Hayda Denault                  | Québec                 | Québec                    | Membre    | 1975  |             |
| J.-Raymond Denault             | Sainte-Catherine       | Québec                    | Membre    | 1978  |             |
| Michael Robert Dence           | Ottawa                 | Ontario                   | Officier  | 2001  |             |
| John B. Denison                | Kelowna                | Colombie-Britannique      | Membre    | 1998  |             |
| Graham W. Dennis               | Halifax                | Nouvelle-Écosse           | Membre    | 1984  |             |
| Lloyd A. Dennis                | Orillia                | Ontario                   | Officier  | 1971  |             |
| Louise Dennys                  | Toronto                | Ontario                   | Membre    | 2005  |             |
| Ivor Dent                      | Edmonton               | Alberta                   | Membre    | 1983  |             |
| Ron M. DePauw                  | Swift Current          | Saskatchewan              | Membre    | 2003  |             |
| Bernard Derome                 | Outremont              | Québec                    | Membre    | 1994  |             |
| Duncan R. Derry                | Mississauga            | Ontario                   | Officier  | 1981  |             |
| Andrée Desautels               | Magog                  | Québec                    | Membre    | 1995  |             |
| L. Denis Desautels             | Ottawa                 | Ontario                   | Officier  | 2001  |             |
| Jean-Paul Desbiens             | Château-Richer         | Québec                    | Officier  | 2005  |             |
| Marcelle Haseneier Deschamps   | Pointe-aux-Trembles    | Québec                    | Membre    | 1985  |             |
| Pierre Deschamps               | Montréal               | Québec                    | Membre    | 1999  |             |
| Jules J. Deschênes             | Laval                  | Québec                    | Compagnon | 1989  |             |
| Edmund J. Desjardins           | North Vancouver        | Colombie-Britannique      | Membre    | 1975  |             |
| Raymond Desjardins             | Luskville              | Québec                    | Membre    | 2018  |             |
| Omer Deslauriers               | Toronto                | Ontario                   | Membre    | 1995  |             |
| Pierre Deslongchamps           | Sherbrooke             | Québec                    | Officier  | 1988  |             |
| André Desmarais                | Westmount              | Québec                    | Officier  | 2003  |             |
| Jacqueline Desmarais           | Westmount              | Québec                    | Membre    | 1998  |             |
| Lucien Desmarais               | Montréal               | Québec                    | Membre    | 1984  |             |
| Paul Desmarais (fils)          | Montréal               | Québec                    | Officier  | 1978  |             |
| Paul Desmarais (père)          | Montréal               | Québec                    | Compagnon | 1978  |             |
| Robert Després                 | Québec                 | Québec                    | Officier  | 1978  |             |
| Alfred Desrochers              | Montréal               | Québec                    | Officier  | 1978  |             |
| Louis A. Desrochers            | Edmonton               | Alberta                   | Membre    | 1993  |             |
| J.-Réal Desrosiers             | Cap-de-la-Madeleine    | Québec                    | Membre    | 1982  |             |
| John Herbert O Dette           | Kingston               | Ontario                   | Membre    | 1978  |             |
| John J. Deutsch                | Kingston               | Ontario                   | Compagnon | 1969  |             |
| Sudarshan Devanesen            | Mississauga            | Ontario                   | Membre    | 2001  |             |
| J. Alphonse Deveau             | Rivière-aux-Saumons    | Nouvelle-Écosse           | Membre    | 1998  |             |
| Louis E. Deveau                | Dartmouth              | Nouvelle-Écosse           | Officier  | 2003  |             |
| Rita Shelton Deverell          | Coldwater              | Ontario                   | Membre    | 2004  |             |
| L. George Dewar                | O'Leary                | Île-du-Prince-Édouard     | Membre    | 1993  |             |
| Marion Dewar                   | Ottawa                 | Ontario                   | Membre    | 2002  |             |
| Laurie Dexter                  | Fort Smith             | Territoires du Nord-Ouest | Membre    | 1992  |             |
| Jacques-A. Dextraze            | Ottawa                 | Ontario                   | Compagnon | 1978  |             |
| Julien Déziel                  | Montréal               | Québec                    | Membre    | 1978  |             |
| Naranjan S. Dhalla             | Winnipeg               | Manitoba                  | Membre    | 1997  |             |
| Abel Joseph Diamond            | Toronto                | Ontario                   | Officier  | 1995  |             |
| Allen Ephraim Diamond          | Toronto                | Ontario                   | Officier  | 1994  |             |
| Jack Diamond                   | Vancouver              | Colombie-Britannique      | Compagnon | 1979  |             |
| Colin D. diCenzo               | Hamilton               | Ontario                   | Membre    | 1972  |             |
| Olive Patricia Dickason        | Ottawa                 | Ontario                   | Membre    | 1995  |             |
| Bernard M. Dickens             | Toronto                | Ontario                   | Officier  |       |             |
| Clennell H. Dickins            | Don Mills              | Ontario                   | Officier  | 1968  |             |
| Randy Eric Dickinson           | Fredericton            | Nouveau-Brunswick         | Membre    | 1999  |             |
| Terence Dickinson              | Yarker                 | Ontario                   | Membre    | 1994  |             |
| Brian Dickson                  | Dunrobin               | Ontario                   | Compagnon | 1990  |             |
| H. Lovat Dickson               | Toronto                | Ontario                   | Officier  | 1978  |             |
| Jennifer Dickson               | Ottawa                 | Ontario                   | Membre    | 1995  |             |
| Robert Clark Dickson           | Halifax                | Nouvelle-Écosse           | Officier  | 1978  |             |
| Charles A. Diemer              | Woodslee               | Ontario                   | Membre    | 1985  |             |
| Richard Maurice Dillon         | Toronto                | Ontario                   | Membre    | 1986  |             |
| William Andrew Dimma           | Toronto                | Ontario                   | Membre    | 1996  |             |
| Henry B. Dinsdale              | Kingston               | Ontario                   | Membre    | 1999  |             |
| Céline Dion                    | Laval                  | Québec                    | Officier  | 1998  |             |
| Denys Dion                     | Brossard               | Québec                    | Membre    | 1979  |             |
| Gérard Dion                    | Sainte-Foy             | Québec                    | Officier  | 1973  |             |
| Léon Dion                      | Sillery                | Québec                    | Officier  | 1996  |             |
| Claudette Gagnon Dionne        | Sillery                | Québec                    | Membre    | 1998  |             |
| Louis Dionne                   | Sainte-Foy             | Québec                    | Officier  | 1988  |             |
| Louis-Philippe Dionne          | Sainte-Marie de Beauce | Québec                    | Membre    | 1973  |             |
| John Herbert Dirks             | Toronto                | Ontario                   | Membre    |       |             |
| Art Dixon                      | Calgary                | Alberta                   | Membre    | 1979  |             |
| C. Garfield Dixon              | Victoria               | Colombie-Britannique      | Membre    | 1978  |             |
| Gordon H. Dixon                | Victoria               | Colombie-Britannique      | Officier  | 1993  |             |
| Catriona Le May Doan           | Calgary                | Alberta                   | Officier  | 2005  |             |
| J. Chalmers Doane              | Maitland               | Nouvelle-Écosse           | Membre    | 2004  |             |
| Craig Lawrence Dobbin          | Portugal Cove          | Terre-Neuve-et-Labrador   | Officier  | 1992  |             |
| Anthony R. C. Dobell           | Montréal               | Québec                    | Membre    | 1996  |             |
| Isabel M. Dobell               | Montréal               | Québec                    | Membre    | 1974  |             |
| Peter C. Dobell                | Ottawa                 | Ontario                   | Membre    | 1991  |             |
| Mitzi Mildred Steinberg Dobrin | Montréal               | Québec                    | Membre    | 1986  |             |
| Jerzy A. Dobrowolski           | Ottawa                 | Ontario                   | Membre    | 2004  |             |
| John W. Dobson                 | Montréal               | Québec                    | Membre    | 1997  |             |
| William A.C.H. Dobson          | Peterborough           | Ontario                   | Officier  | 1975  |             |
| E. Gérard Docquier             | St-Luc                 | Québec                    | Officier  | 1991  |             |
| William Dodge                  | Ottawa                 | Ontario                   | Officier  | 1974  |             |
| Laura Dodson                   | Niagara-on-the-Lake    | Ontario                   | Membre    | 2003  |             |
| Brian Doherty                  | Toronto                | Ontario                   | Membre    | 1974  |             |
| Catherine Doherty              | Combermere             | Ontario                   | Membre    | 1976  |             |
| Thomas Anthony Dohm            | Vancouver              | Colombie-Britannique      | Membre    | 1997  |             |
| Joseph Aubin Doiron            | Wheatley River         | Île-du-Prince-Édouard     | Membre    | 1994  |             |
| Laverna Dollimore              | Brighton               | Ontario                   | Membre    | 1980  |             |
| David Dolphin                  | Vancouver              | Colombie-Britannique      | Officier  |       |             |
| Théodore F. Domaradzki         | Montréal               | Québec                    | Membre    | 1989  |             |
| François Dompierre             | Montréal               | Québec                    | Membre    | 2014  | Compositeur |
| Samuel Donaghey                | Edmonton               | Alberta                   | Membre    | 1981  |             |
| Pauline Donalda                | Montréal               | Québec                    | Officier  | 1967  |             |
| Denise A. Donlon               | Toronto                | Ontario                   | Membre    | 2004  |             |
| John C. O Donnell              | Antigonish             | Nouvelle-Écosse           | Membre    | 1983  |             |
| Ron O Donovan                  | Winnipeg               | Manitoba                  | Membre    |       |             |
| Valentine O Donovan            | Cambridge              | Ontario                   | Membre    | 2002  |             |
| Léo A. Dorais                  | Ottawa                 | Ontario                   | Officier  | 2000  |             |
| Roland Doré                    | Lac Supérieur          | Québec                    | Officier  | 1992  |             |
| Henri Dorion                   | Beauport               | Québec                    | Officier  | 1999  |             |
| Cape Dorset                    | Nunavut                |                           | Compagnon | 1967  |             |
| Roger A. Dorton                | Toronto                | Ontario                   | Membre    | 2004  |             |
| John Beamish Dossetor          | Ottawa                 | Ontario                   | Officier  | 1994  |             |
| Frank Dottori                  | Témiscaming            | Québec                    | Membre    | 1989  |             |
| Roger Doucet                   | Boucherville           | Québec                    | Membre    | 1980  |             |
| Allie Vibert Douglas           | Kingston               | Ontario                   | Officier  | 1967  |             |
| Ian Douglas                    | Toronto                | Ontario                   | Membre    | 1978  |             |
| Shirley Douglas                | Toronto                | Ontario                   | Officier  | 2002  |             |
| Thomas C. Douglas              | Ottawa                 | Ontario                   | Compagnon | 1981  |             |
| Mary Dover                     | Calgary                | Alberta                   | Membre    | 1976  |             |
| Jack M. Dow                    | Toronto                | Ontario                   | Membre    | 1978  |             |
| Richard G. Dow                 | Copper Cliff           | Ontario                   | Membre    |       |             |
| James Downey                   | Waterloo               | Ontario                   | Officier  | 1996  |             |
| R. Keith Downey                | Saskatoon              | Saskatchewan              | Officier  | 1976  |             |
| Allan Rae Downs                | Winnipeg               | Manitoba                  | Membre    | 2001  |             |
| Denzil Doyle                   | Ottawa                 | Ontario                   | Membre    | 2005  |             |
| Francis Patrick Doyle          | Ste Anne               | Manitoba                  | Membre    | 1996  |             |
| Richard J. Doyle               | Toronto                | Ontario                   | Officier  | 1983  |             |
| Arthur B.C. Drache             | Ottawa                 | Ontario                   | Membre    | 2003  |             |
| Charles George Drake           | London                 | Ontario                   | Compagnon | 1982  |             |
| Stephen M. Drance              | Vancouver              | Colombie-Britannique      | Officier  | 1987  |             |
| Jean Drapeau                   | Montréal               | Québec                    | Compagnon | 1967  |             |
| George A. Drew                 | Toronto                | Ontario                   | Compagnon | 1967  |             |
| Glenn Wilson Drinkwater        | Cambridge              | Ontario                   | Membre    | 1977  |             |
| James B. Driscoll              | Belleville             | Ontario                   | Membre    | 1978  |             |
| Richard Drouin                 | Québec                 | Québec                    | Officier  | 1993  |             |
| Charles Mills Drury            | Ottawa                 | Ontario                   | Officier  | 1980  |             |
| Murray Dryden                  | Islington (en)         | Ontario                   | Membre    | 1981  |             |
| Jan Drygala                    | Oshawa                 | Ontario                   | Membre    | 1983  |             |
| Joseph N.H. Du                 | Winnipeg               | Manitoba                  | Membre    | 1985  |             |
| André Dubé                     | Québec                 | Québec                    | Officier  | 1996  |             |
| Claire L'Heureux-Dubé          | Québec                 | Québec                    | Compagnon | 2003  |             |
| Marcel Dubé                    | Montréal               | Québec                    | Officier  | 2000  |             |
| Angèle Dubeau                  | Westmount              | Québec                    | Membre    | 1996  |             |
| Bernard Bronislaw Dubienski    | Winnipeg               | Manitoba                  | Membre    | 1973  |             |
| Charles L. Dubin               | Toronto                | Ontario                   | Officier  | 1997  |             |
| Jacques Dubois                 | Welland                | Ontario                   | Membre    | 2001  |             |
| René-Daniel Dubois             | Montréal               | Québec                    | Officier  | 2004  |             |
| Yvan Dubois                    | Laval                  | Québec                    | Membre    | 1976  |             |
| Jean-Claude Dubuc              | Île-des-Sœurs          | Québec                    | Membre    | 1992  |             |
| Jean-Pierre Dubuc              | Cap Rouge              | Québec                    | Membre    | 2005  |             |
| Joseph-Marie Antoine Dubuc     | Chicoutimi             | Québec                    | Membre    | 1979  |             |
| Jacques Duchesneau             | Ottawa                 | Ontario                   | Membre    | 1996  |             |
| Henry E. Duckworth             | Winnipeg               | Manitoba                  | Officier  | 1976  |             |
| Muriel Duckworth               | Halifax                | Nouvelle-Écosse           | Membre    | 1983  |             |
| Pierre Y. Ducros               | Outremont              | Québec                    | Membre    | 1997  |             |
| Louis Dudek                    | Montréal               | Québec                    | Officier  | 1983  |             |
| Suzanne Duff                   | Saint-Jean             | Terre-Neuve-et-Labrador   | Membre    |       |             |
| Angus B. Duffy                 | Belleville             | Ontario                   | Membre    | 1982  |             |
| J. Regis Duffy                 | Charlottetown          | Île-du-Prince-Édouard     | Membre    | 1995  |             |
| Ghislain Dufour                | Boucherville           | Québec                    | Officier  | 1989  |             |
| Julien Dufour                  | Pointe-au-Pic          | Québec                    | Membre    | 1998  |             |
| F. Gérard Dufresne             | Shawinigan             | Québec                    | Membre    | 1976  |             |
| Mathieu Duguay                 | Lamèque                | Nouveau-Brunswick         | Membre    | 1994  |             |
| Rodolphe Duguay                | Nicolet                | Québec                    | Membre    | 1973  |             |
| Richard M. Dumbrille           | Maitland               | Ontario                   | Membre    | 1976  |             |
| Léonne Dumesnil                | Saint-Boniface         | Manitoba                  | Membre    | 1980  |             |
| Fred J. Dumont                 | Clairmont              | Alberta                   | Membre    | 1985  |             |
| Lucille Dumont                 | Montréal               | Québec                    | Officier  | 1999  |             |
| Isobel Moira Dunbar            | Dunrobin               | Ontario                   | Officier  | 1976  |             |
| Maxwell John Dunbar            | Westmount              | Québec                    | Officier  | 1990  |             |
| William Archibald Dunbar       | Whitehorse             | Yukon                     | Membre    | 1994  |             |
| Ronald G. Dunkley              | Waterloo               | Ontario                   | Membre    | 1995  |             |
| Edward Arunah Dunlop           | Toronto                | Ontario                   | Membre    | 1980  |             |
| A. Davidson Dunton             | Ottawa                 | Ontario                   | Compagnon | 1970  |             |
| Gisèle Vézina Dupont           | Neufchâtel             | Québec                    | Membre    | 1993  |             |
| Jean-Claude Dupont             | Sainte-Foy             | Québec                    | Membre    | 2004  |             |
| J. Stefan Dupré                | Toronto                | Ontario                   | Officier  | 1986  |             |
| Michel Dupuis                  | Outremont              | Québec                    | Officier  | 1988  |             |
| Renée Dupuis                   | Québec                 | Québec                    | Membre    | 2005  |             |
| Renée Dupuis Angers            | Québec                 | Québec                    | Membre    | 1995  |             |
| Diane Lynn Dupuy               | Toronto                | Ontario                   | Membre    | 1982  |             |
| Flore Durocher-Jutras          | Montréal               | Québec                    | Membre    | 1979  |             |
| Mario Duschenes                | Montréal               | Québec                    | Membre    | 1985  |             |
| Rolf Duschenes                 | Westfield              | Nouveau-Brunswick         | Membre    | 1983  |             |
| Jean H. Dussault               | Sainte-Foy             | Québec                    | Membre    | 1988  |             |
| Henri-Arthur Dutil             | Sainte-Foy             | Québec                    | Membre    | 1984  |             |
| Marcel E. Dutil                | Outremont              | Québec                    | Membre    | 1985  |             |
| Charles Dutoit                 | Montréal               | Québec                    | Officier  | 1997  |             |
| Mervyn Dutton                  | Calgary                | Alberta                   | Membre    |       |             |
| Monique Duval                  | Québec                 | Québec                    | Membre    | 1984  |             |
| Ovila Duval                    | Nicolet                | Québec                    | Membre    | 1977  |             |
| Onkar P. Dwivedi               | Guelph                 | Ontario                   | Membre    | 2004  |             |
| Peter M. Dwyer                 | Ottawa                 | Ontario                   | Officier  | 1972  |             |
| Howard Dyck                    | Waterloo               | Ontario                   | Membre    | 2000  |             |
| John T. Dyment                 | Vancouver              | Colombie-Britannique      | Membre    | 1991  |             |
| Shirley Dysart                 | Saint John             | Nouveau-Brunswick         | Membre    | 2004  |             |